# Maubes
Maubes ist eine Hofschaft in der bergischen Großstadt Solingen.

## Lage und Beschreibung
Maubes befindet sich im Norden des Stadtteils Ohligs nördlich der S-Bahn-Strecke zwischen Düsseldorf und Solingen-Hauptbahnhof. Der Ort liegt an einer kleinen Stichstraße, die vom Wilzhauser Weg abzweigt, auf einer kleinen Anhöhe oberhalb des Wilzhauser Baches. Dort befindet sich eine Häuserzeile aus denkmalgeschützten Fachwerkhäusern. Östlich verläuft die Bahnstrecke zwischen Gruiten und Köln-Deutz, weiter östlich befindet sich der Gebäudekomplex der ehemaligen Konsumgenossenschaft Solidarität, das Industriegebiet Monhofer Feld und das Areal der Unternehmen Kronprinz (heute Accuride) und Borbet Solingen. Im Westen liegt das Klärwerk Solingen-Ohligs des Bergisch-Rheinischen Wasserverbands.
Benachbarte Orte sind bzw. waren (von Nord nach West): Schloss Caspersbroich, Wilzhaus, Monhof, Engelsberg, Schnittert, Kottendorf, Keusenhof, Maubeshaus und Kuckesberg sowie die zu Haan gehörenden Orte Buschenhausen und Brucherkotten.

## Etymologie
Die etymologische Herkunft des Ortsnamens Maubes ist nicht abschließend geklärt. Der Ortsname ist älter als derjenige der etwas entfernt liegenden einstigen Hofschaft Maubeshaus. Maubeshaus, das ursprünglich Mobachshaus hieß, wiederum leitet sich von dem Familiennamen Mobach ab. Welche Zusammenhänge mit der älteren Hofschaft Maubes bestehen, ist unklar.

## Geschichte
Die Hofschaft Maubes lässt sich bis ins 17. Jahrhundert zurückverfolgen. Im Jahre 1715 ist der Ort in der Karte Topographia Ducatus Montani, Blatt Amt Solingen, von Erich Philipp Ploennies mit einer Hofstelle verzeichnet und als Maubs benannt. Der Ort gehörte zur Honschaft Schnittert innerhalb des Amtes Solingen. Die Topographische Aufnahme der Rheinlande von 1824 verzeichnet den Ort als Maubes wie auch die Preußische Uraufnahme von 1844 und die topographische Karte des Regierungsbezirks Düsseldorf von 1871.
Nach Gründung der Mairien und späteren Bürgermeistereien Anfang des 19. Jahrhunderts gehörte Maubes zur Bürgermeisterei Merscheid, die 1856 zur Stadt erhoben und im Jahre 1891 in Ohligs umbenannt wurde. 
1815/16 lebten 31, im Jahr 1830 36 Menschen im als Weiler bezeichneten zu Maubach / Maubes. 1832 war der Ort weiterhin Teil der Honschaft Schnittert innerhalb der Bürgermeisterei Merscheid, dort lag er in der Flur IV. Bavert. Der nach der Statistik und Topographie des Regierungsbezirks Düsseldorf als Hofstadt kategorisierte Ort besaß zu dieser Zeit vier Wohnhäuser und acht landwirtschaftliche Gebäude mit 21 Einwohnern, davon drei katholischen und 18 evangelischen Bekenntnisses. Die Gemeinde- und Gutbezirksstatistik der Rheinprovinz führt den Ort 1871 mit acht Wohnhäusern und 44 Einwohnern auf. Im Gemeindelexikon für die Provinz Rheinland von 1888 werden für Maubes zehn Wohnhäuser mit 59 Einwohnern angegeben. 1895 besitzt der Ortsteil zehn Wohnhäuser mit 56 Einwohnern.
Das weitläufige, zumeist landwirtschaftlich genutzte Gebiet rund um Maubes war seit Mitte des 19. Jahrhunderts zweimal Dreh- und Angelpunkt des Eisenbahnbaus. Die Bahnstrecke Gruiten–Köln-Deutz wurde von 1864 bis 1867 auf einem Damm durch das Ittertal im (Nord-)Westen von Maubes errichtete. Bei der Hofschaft Hüttenhaus entstand der Bahnhof Ohligs-Wald, der spätere Bahnhof (Solingen-)Ohligs und heutige Solinger Hauptbahnhof. Die Bahnstrecke Düsseldorf–Ohligs wurde auf dem Abschnitt von Hilden bis Ohligs im Jahre 1894 fertiggestellt, seit 1979/80 dient sie ausschließlich dem S-Bahn-Verkehr.
Mit der Städtevereinigung zu Groß-Solingen im Jahre 1929 wurde die Hofschaft Maubes ein Ortsteil Solingens. Das Ortsbild prägt heute noch unter anderem eine jahrhundertealte denkmalgeschützte Fachwerkhauszeile. Unter Denkmalschutz stehen seit 1984/85/87 die Gebäude Maubes 2, 2a, 3, 4, 5, 6.

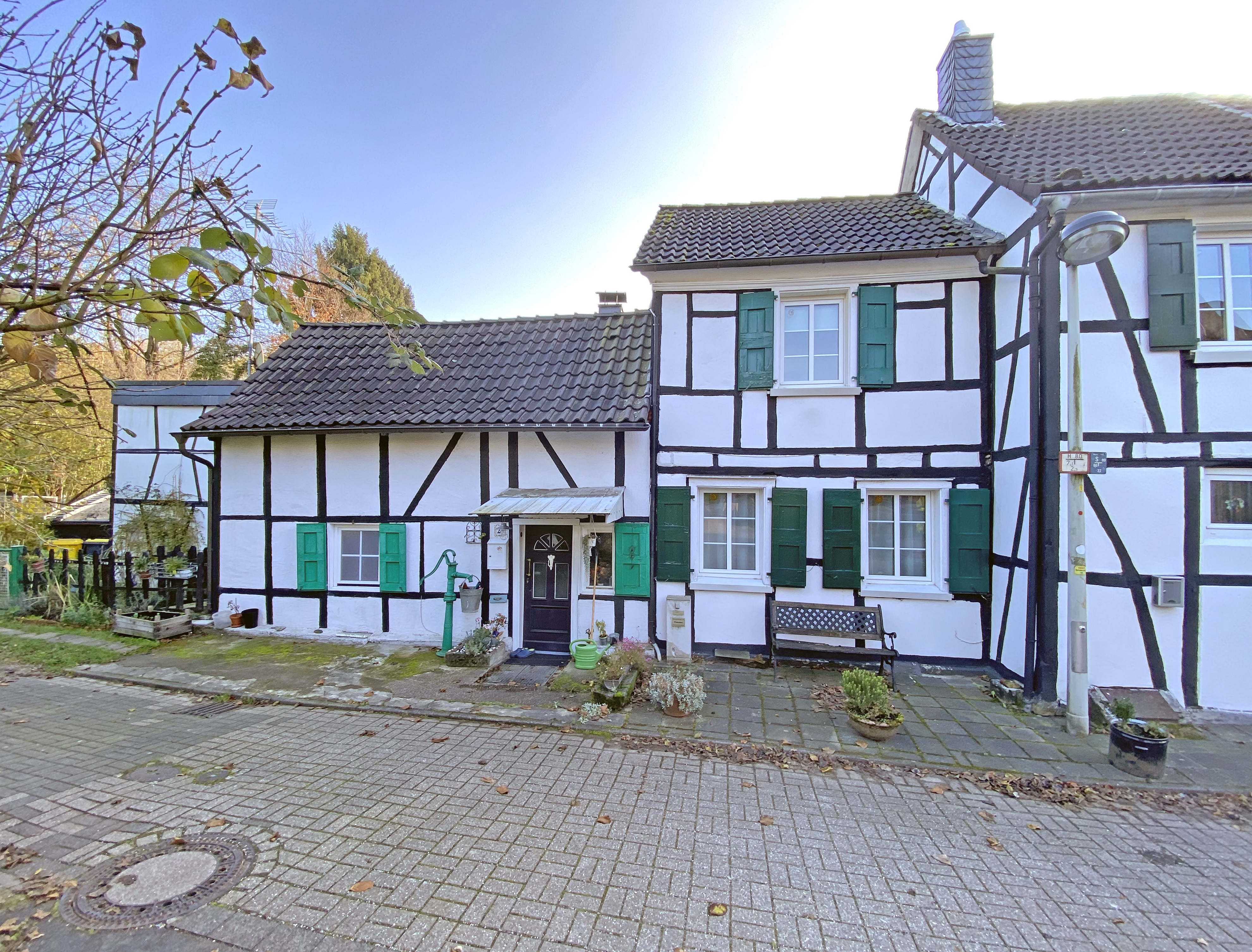
Maubes 2, 2a
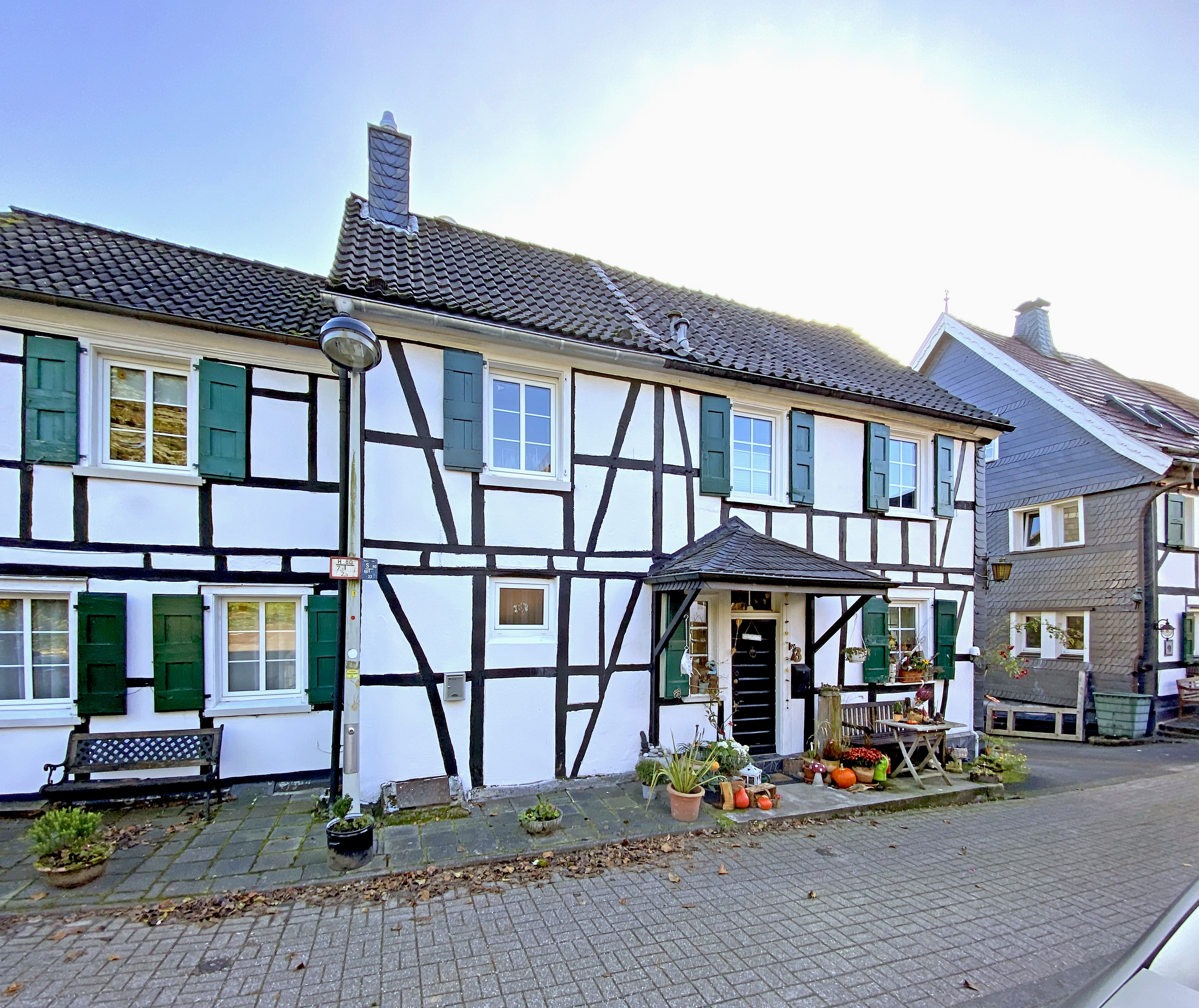
Maubes 3
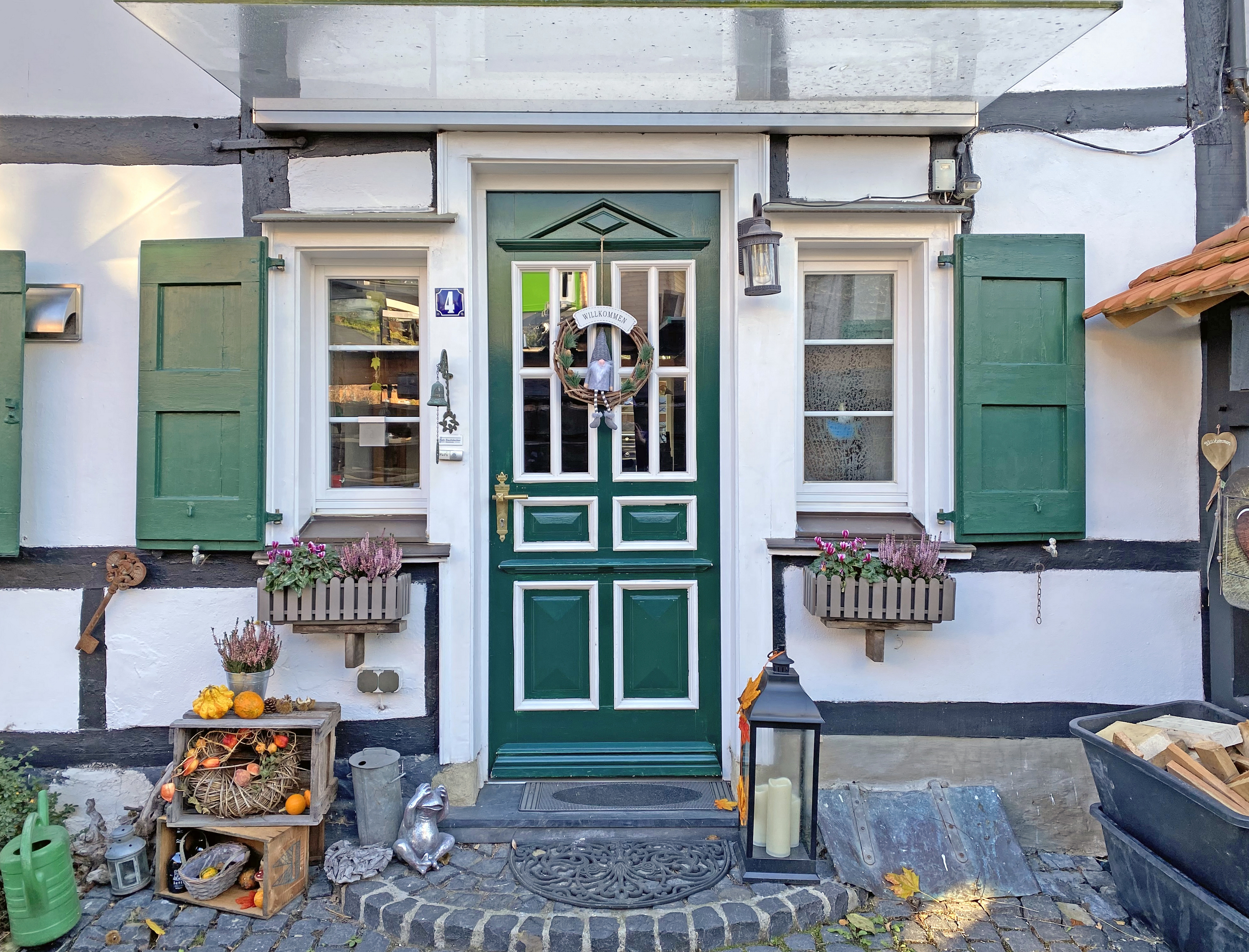
Haustür Maubes 4
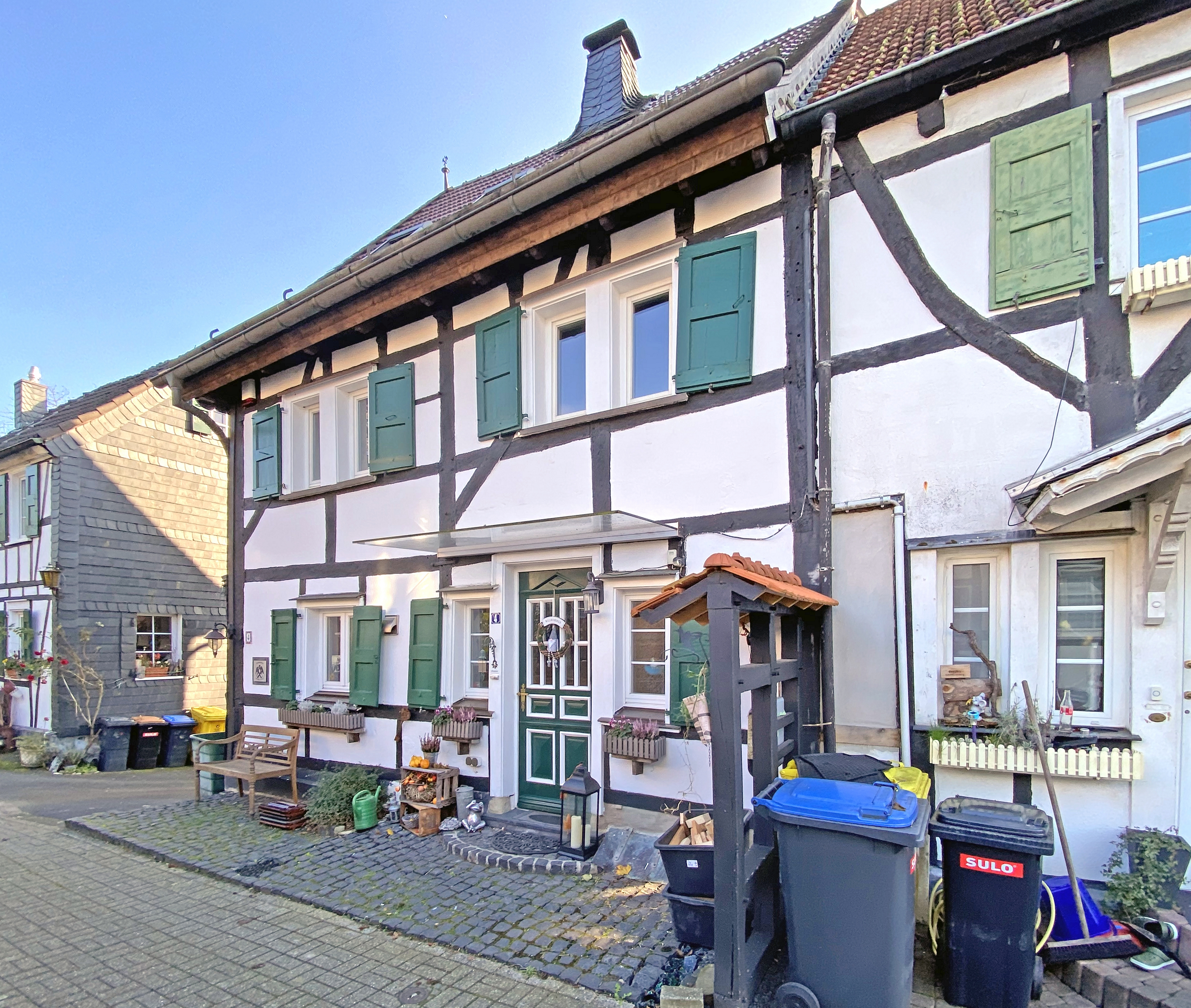
Maubes 4
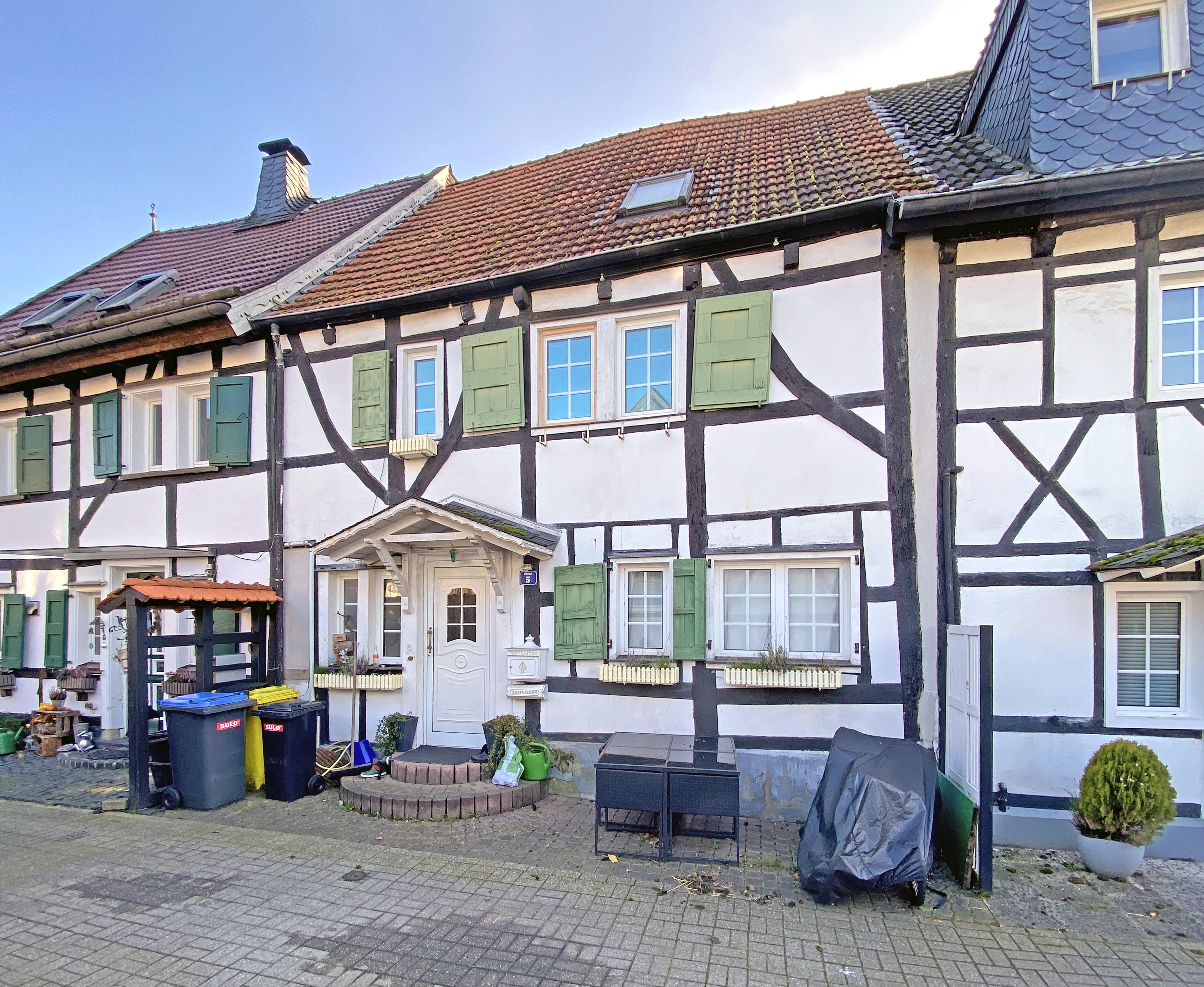
Maubes 5